# Pacółtowo (Grunwald)
Pacółtowo (deutsch Groß Pötzdorf) ist ein Dorf in der polnischen Woiwodschaft Ermland-Masuren. Es gehört zur Gmina Grunwald (Landgemeinde Grünfelde) im Powiat Ostródzki (Kreis Osterode in Ostpreußen).

## Geographische Lage
Pacółtowo liegt im Südwesten der Woiwodschaft Ermland-Masuren, 22 Kilometer südöstlich der Kreisstadt Ostróda (deutsch Osterode in Ostpreußen).

## Geschichte
Das Kirch- und Gutsdorf Petzdorf – nach 1785 Groß Pötzdorf genannt – wurde 1325 gegründet, als es den prußischen Familien Globune und Kunike übertragen wurde. Am 7. Mai 1874 wurde Groß Pötzdorf Amtsdorf und damit namensgebend für einen Amtsbezirk, der bis 1945 bestand und zum Kreis Osterode in Ostpreußen im Regierungsbezirk Königsberg (ab 1905: Regierungsbezirk Allenstein) in der preußischen Provinz Ostpreußen gehörte. Dem Amtsbezirk waren sowohl das Dorf als auch das Gut Groß Pötzdorf zugeordnet.
Im Jahre 1910 waren in Groß Pötzdorf-Landgemeinde 117 und in Groß Pötzdorf-Gutsbezirk 204 Einwohner registriert. Am 30. September 1928 wurde der Gutsbezirk Groß Pötzdorf mit dem Nachbarort Klein Pötzdorf (polnisch Pacółtówko) in die Landgemeinde Groß Pötzdorf eingegliedert, die nun den Namen „Pötzdorf“ (ohne Zusatzbezeichnung) erhielt. Die Zahl der Einwohner der Gemeinde Pötzdorf belief sich 1933 auf 390 und 1939 auf 386.
Als 1945 in Kriegsfolge das gesamte südliche Ostpreußen an Polen fiel, war auch Pötzdorf davon betroffen. Das Dorf erhielt die polnische Namensform „Pacółtowo“ und ist heute eine Ortschaft im Verbund der Gmina Grunwald (Landgemeinde Grünfelde) – mit Sitz in Gierzwałd (Geierswalde) – im Powiat Ostródzki (Kreis Osterode in Ostpreußen), bis 1998 der Woiwodschaft Olsztyn, seither der Woiwodschaft Ermland-Masuren – mit Sitz in Olsztyn (Allenstein) – zugehörig. Im Jahre 2011 zählte Pacółtowo 266 Einwohner.

### Amtsbezirk Groß Pötzdorf (1874–1945)
Zum Amtsbezirk Groß Pötzdorf gehörten bei seiner Errichtung im Jahre 1874 sechs Orte. Am Ende war es nur noch einer:
| Deutscher Name     | Geänderter Name 1938 bis 1945 | Polnischer Name | Anmerkungen                                                                                              |
| ------------------ | ----------------------------- | --------------- | --- |
| Grabitzken         | Geierseck                     | Grabiczki       | 1928 nach Geierswalde im gleichnamigen Amtsbezirk eingemeindet                                           |
| Groß Pötzdorf (LG) |                               | Pacółtowo       | 1928 in „Pötzdorf“ umbenannt                                                                             |
| Groß Pötzdorf (GB) |                               |                 | 1928 nach Pötzdorf eingemeindet                                                                          |
| Klein Pötzdorf     |                               | Pacółtówko      | 1928 nach Pötzdorf eingemeindet                                                                          |
| Niederwolla        | Ohmengrund                    | Wola Niska      | vor 1928 nach Groß Pötzdorf eingemeindet                                                                 |
| Rzepken            | Geierskreuz                   | Rzepki          | 1877 nach Grabitzken eingemeindet                                                                        |
| ab 1907: Korstein  |                               | Korsztyn        | bis 1907 zum Amtsbezirk Döhlau zugehörig; 1928 nach Geierswalde im gleichnamigen Amtsbezirk eingemeindet |

Am 1. Januar 1945 gehörte lediglich noch Pötzdorf zum Amtsbezirk Groß Pötzdorf.

### Gut Groß Pötzdorf

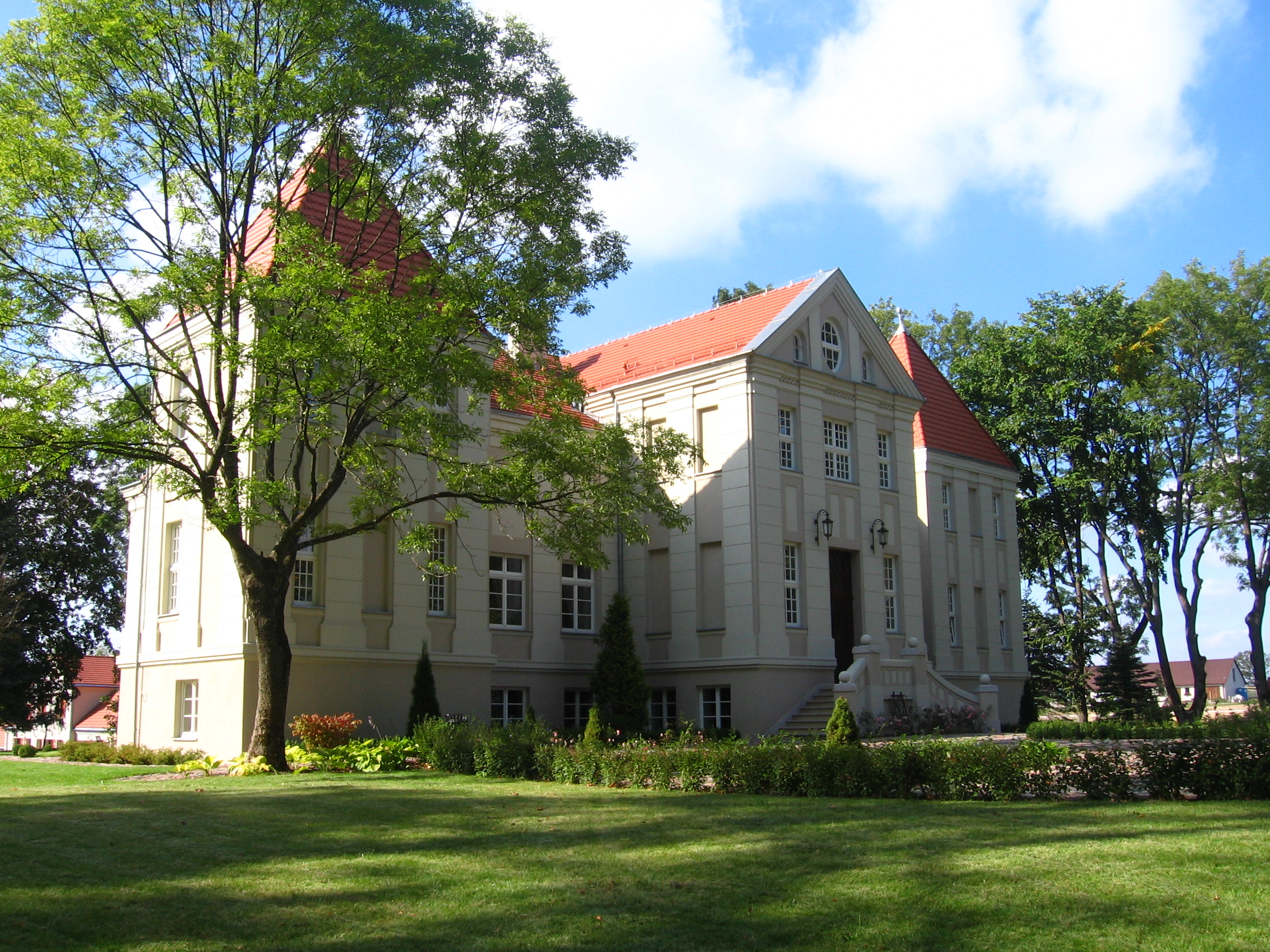
Das ehemalige Gutshaus Groß Pötzdorf (2013)

Im 16. Jahrhundert war die Familie von Petzdorf Eigentümer des Guts Groß Pötzdorf und auch wohl deutscher Namensgeber. Von 1603 bis 1791 war es im Besitz der Familie von Wernsdorf. Danach verfiel der Betrieb. Ahasverus von Brandt kaufte um 1800 das Gut und brachte es zur wirtschaftlichen Blüte. Er ließ das Herrenhaus und mehrere Wirtschaftsgebäude neu errichten. Von 1830 bis 1945 hatte Familie Volprecht den Besitz inne. Sie verfügte über 600 Hektar Land, eine Brennerei und hielt Milchkühe.
Das bis heute erhaltene Herrenhaus wurde 1794 errichtet. In der Mitte des 19. Jahrhunderts verändert und 1913 neobarock umgestaltet. In Kriegsfolge fehlte bis 1962 das Dach. Dann aber erfolgte eine Restaurierung durch die hier ansässige Agrargenossenschaft. 2000 kam es in den Besitz der Aktiengesellschaft „Baltic Investment“ aus Danzig.
Im Jahre 2008 erwarb Karolina Wajda das Anwesen und unterzog es eine längerfristigen Restaurierung. Es entstand der Pałac Pacółtwo, ein angebotsreiches Freizeit- und Erholungszentrum mit Wellnessbereich sowie einer Reitanlage. Zugehörig ist seit 2015 ein privater Flugzeuglandeplatz mit grasbewachsener Start- und Landebahn bei einer Länge von 850 Metern und einer Breite von 30 Metern.

## Kirche

### Kirchengebäude
- Bildarchiv Ostpreußen: Ruine der Kirche Groß Pötzdorf im Jahre 1985

Die Kirche in Groß Pötzdorf (damals noch Petzdorf genannt) wurde zur Ordenszeit im 15. Jahrhundert als chorloser Feldsteinbau errichtet Der vorgelegte Westturm stammt aus dem 18. Jahrhundert, die Sakristei im Norden vom Beginn des 20. Jahrhunderts. Der Kanzelaltar wurde aus verschiedenen Teilen zusammengesetzt. Sie sind auf das Ende des 17. Jahrhunderts zu datieren.
1854 erhielt die Kirche eine Orgel. Als 1909 bis 1911 bei einer großen Renovierung die Kirche neue Glasfenster erhielt, wurde die Orgel durch ein neues Instrument vom böhmischstämmigen Orgelbaumeister Carl Novak aus Königsberg (Preußen) ersetzt. Die Glocken stammen aus den Gussjahren 1736 und 1756.
Nach 1945 blieb das Kirchengebäude fremd- bzw. ungenutzt und verfiel immer mehr. In den 1980er Jahren fand man noch ruiniöse Mauerreste des Gebäudes. Heute scheint die Kirche wohl bis auf die Fundamentreste nicht mehr zu existieren.

### Kirchengemeinde

#### Evangelisch

##### Kirchengeschichte
Die in vorreformatorischer Zeit gegründete Kirchengemeinde nahm mit der Reformation das lutherische Bekenntnis an. Bis 1741 war das damalige Petzdorf eine selbständige Kirchengemeinde, danach wurde sie eine Filialgemeinde der Kirche in Geierswalde (polnisch Gierzwałd). Das Kirchenpatronat oblag dem Rittergutsbesitzer in Groß Pötzdorf sowie der Regierung in Allenstein. Um die Wende 19./20. Jahrhundert schlossen sich die Kirchengemeinde Geierswalde, Groß Kirsteinsdorf (polnisch Kiersztanowo), Reichenau und Groß Pötzdorf zu „Vereinigten Kirchengemeinden“ zusammen. Sie hatten jeweils eine gewisse Selbständigkeit, waren jedoch unter einem Pfarramt mit Sitz in Geierswalde zusammengeschlossen. Der Gesamtsprengel zählte 1925 insgesamt 2610 Gemeindeglieder, von denen 410 zum Kirchspiel Groß Pötzdorf gehörten. Zusammen waren die Kirchengemeinden bis 1945 dem Superintendenturbezirk Hohenstein i. Ostpr. (polnisch Olsztynek) des  Kirchenkreises Osterode (polnisch Ostróda) in der Kirchenprovinz Ostpreußen der Kirche der Altpreußischen Union zugeordnet.
Heute hier lebende evangelische Kirchenglieder gehören zur Kirche Olsztynek (Hohenstein), einer Filialkirche der Christus-Erlöser-Kirche Olsztyn in der Diözese Masuren der Evangelisch-Augsburgischen Kirche in Polen.

##### Kirchspielorte
Zum Kirchspiel der Kirche Groß Pötzdorf gehörten bis 1945 fünf Orte:
| Deutscher Name | Geänderter Name 1938 bis 1945 | Polnischer Name |
| -------------- | ----------------------------- | --------------- |
| Grabitzken     | Geierseck                     | Grabiczki       |
| Groß Pötzdorf  |                               | Pacółtowo       |
| Klein Pötzdorf |                               | Pacółtówko      |
| Niederwolla    | Ohmengrund                    | Wola Niska      |
| Rzepken        | Geierskreuz                   | Rzepki          |

##### Pfarrer
Bis 1741 taten an der Kirche zu Petzdorf als evangelische Pfarrer Dienst:
- Heinrich Faber, bis 1591
- Bartholomäus Eichler
- Johann Dorschius, bis 1627
- Johann Rogalinus, bis 1679
- Jacob Wreda
- Christoph Riemer, 1688–1699
- Andreas Stobäus, 1699–1707
- Michael Wysomirski, 1707–1738

##### Kirchenbücher
Von den Kirchenbüchern des Kirchspiels Groß Pötzdorf sind erhalten und werden im Evangelischen Zentralarchiv in Berlin-Kreuzberg aufbewahrt:
- Taufen: 1784 bis 1944
- Trauungen: 1787 bis 1944
- Begräbnisse: 1784 bis 1944.

#### Römisch-katholisch
Die römisch-katholischen Kirchenglieder in Groß Pötzdorf und Umgebung waren bis 1945 in die Kirche der Stadt Gilgenburg (polnisch Dąbrówno) im Bistum Ermland eingepfarrt. Heute besteht in Pacółtowo eine eigene Kapellengemeinde, die von der Pfarrei in Gierzwałd (Geierswalde) versorgt wird. Sie gehört zum Dekanat Grunwald im jetzigen Erzbistum Ermland.

## Verkehr
Pacółtowo liegt an einer Nebenstraße, die von Gierzwałd (Geierswalde) an der Woiwodschaftsstraße 542 bis nach Olsztynek (Hohenstein) an der Schnellstraße 7 (Danzig–Warschau) und Europastraße 77 führt.
Eine Bahnanbindung besteht nicht.